# Sriwijaya Air
Sriwijaya Air là một hãng hàng không Indonesia có trụ sở tại Jakarta với trụ sở chính đặt tại sân bay quốc tế Soekarno–Hatta ở Tangerang, Banten.  Sriwijaya Air là hãng hàng không lớn thứ ba của đất nước, điều hành một đội máy bay thân hẹp và cung cấp các chuyến bay đến các điểm đến khác nhau của Indonesia và một số điểm đến quốc tế. Hãng được Cơ quan Hàng không Dân dụng Indonesia xếp vào danh sách hãng hàng không Loại 1, trạng thái cao nhất có thể đạt được về an toàn khai thác.

## Lịch sử
Năm 2003, Sriwijaya Air được thành lập bởi Chandra Lie, Hendry Lie, Andi Halim và Fandy Lingga, những người đã đặt tên nó theo đế chế Srivijaya lịch sử. Cùng năm đó, vào ngày 28 tháng 4, hãng đã nhận được giấy phép kinh doanh của mình, trong khi AOC (Chứng chỉ Nhà điều hành Hàng không) được cấp vào cuối năm đó vào ngày 28 tháng 10. Bắt đầu hoạt động vào ngày 10 tháng 11 năm 2003, hãng hàng không này ban đầu khai trương các chuyến bay giữa Jakarta và Pangkal Pinang, trước khi giới thiệu các tuyến bay mới như Jakarta - Pontianak và Jakarta - Palembang. Trong năm đầu tiên thành lập, Sriwijaya Air đã có tốc độ phát triển nhanh chóng, đến tháng 6 năm 2009, Sriwijaya Air đã khai thác 23 máy bay, phục vụ hơn 33 đường bay nội địa và 2 đường bay quốc tế.
Năm 2007, Sriwijaya Air đã nhận được Giải thưởng Quốc tế Boeing về An toàn và Bảo dưỡng máy bay, được trao sau khi vượt qua cuộc kiểm tra được thực hiện trong vài tháng. Cùng năm đó Sriwijaya Air đã nhận được Giải thưởng Đối tác Khách hàng Hàng không từ Pertamina. Năm 2008, Sriwijaya Air đã được Markplus & Co. trao giải thưởng, thể hiện sự đánh giá cao của công chúng đối với các dịch vụ do Sriwijaya Air cung cấp. Vào tháng 8 năm 2015, Sriwijaya Air cũng đã đạt được Chứng nhận BARS (Tiêu chuẩn Rủi ro Hàng không Cơ bản) do Tổ chức An toàn Bay.
Tại Triển lãm Hàng không Paris 2011, Sriwijaya Air đã đồng ý mua 20 máy bay phản lực Embraer 190, với quyền mua thêm 10 chiếc nữa. Tuy nhiên, hãng hàng không đã hủy đơn đặt hàng ngay sau đó, thay vào đó quyết định sử dụng chiếc máy bay 737 mà hãng đã sở hữu.
Năm 2011, hãng hàng không bắt đầu cho thuê 12 chiếc Boeing 737-500 đã qua sử dụng với tổng giá trị 84 triệu USD để thay thế các máy bay 737-200 cũ của hãng, với thời gian giao hàng từ tháng 4 đến tháng 12 năm 2011.
Năm 2013, nhiều điểm đến như Palangkaraya, Banda Aceh và Bandung, đã phải đóng cửa vì lý do thương mại. Vào tháng 8 năm 2013, hãng hàng không đã loại bỏ dần đội bay Boeing 737-200 và có kế hoạch thay thế toàn bộ đội máy bay 737 Classic bằng Boeing 737 Next Generation. Chiếc Sriwijaya Air 737-400 cuối cùng đã ngừng hoạt động vào năm 2016. Tại Paris Airshow 2015, Sriwijaya Air cũng đã ký một đơn đặt hàng 2 chiếc 737-900ER với tùy chọn mua để mua tới 20 chiếc Boeing 737 MAX. Thỏa thuận này là đơn hàng đầu tiên của Sriwijaya Air đối với máy bay hoàn toàn mới sau gần 12 năm hoạt động tại Indonesia. Hãng đã nhận chiếc Boeing 737-900ER đầu tiên và thứ hai vào ngày 23 tháng 8 năm 2015.
Ngày nay, Sriwijaya Air được phân loại là Hãng hàng không Dịch vụ Trung bình chỉ phục vụ đồ ăn nhẹ. Sriwijaya Air đã có kế hoạch mở rộng thành một hãng hàng không đầy đủ dịch vụ, hãng cần phải có ít nhất 31 máy bay với ghế hạng thương gia và suất ăn cho hành khách. Tuy nhiên, tính đến năm 2015, hãng vẫn chưa đạt được mục tiêu.
Vào tháng 11 năm 2018, Garuda Indonesia thông qua công ty con Citilink đã tiếp quản hoạt động cũng như quản lý tài chính của Sriwijaya Air bằng một thỏa thuận hợp tác (KSO).
Vào ngày 8 tháng 11 năm 2019. Thỏa thuận hợp tác (KSO) giữa Garuda Indonesia và Sriwijaya Air đã bị chấm dứt, đánh dấu bằng việc nối lại các thiết bị phục vụ mặt đất của Sriwijaya Air vốn được lưu trữ ban đầu trong khi Thỏa thuận hợp tác (KSO) đang được thực hiện.
Vào ngày 8 tháng 11 năm 2019, Thỏa thuận hợp tác (KSO) giữa Garuda Indonesia và Sriwijaya Air đã bị chấm dứt, đánh dấu bằng việc nối lại thiết bị phục vụ mặt đất của Sriwijaya Air vốn được lưu kho ban đầu trong khi Thỏa thuận hợp tác (KSO) đang được thực hiện. Điều này là do PT. GMF Aero Asia.Tbk và PT. Gapura Indonesia. Tbk, với tư cách là công ty con của Tập đoàn Garuda Indonesia, đã đơn phương ngừng cung cấp dịch vụ cho hành khách của Sriwijaya Air, gây ra nhiều sự chậm trễ và hành khách bị bỏ rơi. Tập đoàn Sriwijaya đã không thanh toán bằng tiền mặt cho Tập đoàn Garuda Indonesia để cung cấp các cơ sở dịch vụ. Sau khi chia tách, Cơ quan quản lý vận tải Indonesia đã công bố kiểm tra trong bối cảnh lo ngại về an toàn.